# Enchule
"Enchule" (jerga puertorriqueña para "una obsesión romántica") es una canción grabada por el cantante puertorriqueño Rauw Alejandro para su álbum de estudio debut, Afrodisíaco (2020). Fue escrita por Alejandro, mientras que la producción estuvo a cargo de Mr. Naisgai y Eydren con el Ritmo. La canción fue lanzada para descarga digital y transmisión por Sony Music Latin y Duars Entertainment el 17 de septiembre de 2020, como el tercer sencillo del álbum. Una canción pop, fue destacada por los medios por ser diferente con el reguetón habitual de Alejandro. estética, y es una canción de amor, en la que expresa los sentimientos de la persona en el escenario donde sabe que se ha enamorado.
"Enchule" recibió críticas positivas de los críticos musicales, quienes elogiaron la voz de la cantante. El tema fue nominado a La Coreo Más Hot en los Premios Juventud 2021. Tuvo éxito comercial en España, alcanzando el top 10 del país y siendo certificado platino. Un video musical que lo acompaña, lanzado simultáneamente con la canción, fue dirigido por Gustavo "Gus" Camacho. Representa a Alejandro viajando a diferentes partes del mundo en busca del amor. Se le muestra bailando en las calles de Tokio, frente a la Torre Eiffel, cerca de las pirámides de Egipto., y arriba en las nubes. Su coreografía fue elogiada por la crítica y el video fue nominado a Mejor Coreografía de Video Latino en los Premios Oficiales Italianos de Música Latina 2020.

## Antecedentes y lanzamiento
En enero de 2020, Rauw Alejandro reveló los títulos de cuatro de sus próximas canciones, incluida "Enchule". Explicó que el título de la canción se refiere a "cuando te gusta algo o alguien a niveles que solo tú piensas en ello". En febrero del 2020 anunció que estaba trabajando en su álbum de estudio debut Afrodisíaco. "Enchule" fue lanzado para descarga digital y transmisión por Sony Music Latin y Duars Entertainment como el tercer sencillo de Afrodisíaco el 17 de septiembre de 2020. Se incluyó como la quinta pista del álbum, lanzado el 13 de noviembre de 2020. Durante una entrevista con Remezcla, describió la pista como su "canción favorita", afirmando que "disfrutó mucho esta".

## Música y letra
Musicalmente, "Enchule", que fue señalado por los medios de comunicación por ser diferente a la estética habitual de reggaeton de Alejandro, es una canción pop en español, con elementos de R&B y trap. Fue escrito por Alejandro y producido por el Sr. Naisgai y Eydren con el Ritmo. La pista tiene una duración total de tres minutos y cinco segundos. Líricamente, "Enchule" es una canción de amor, en la que Alejandro expresa los sentimientos de la persona en el escenario donde sabe que se ha enamorado. La palabra "Enchule" es una jerga puertorriqueña para una obsesión romántica.

## Recepción
Tras su lanzamiento, "Enchule" recibió críticas positivas de los críticos musicales. Lucas Villa de Remezcla calificó la voz de Alejandro como "hipnótica" y describió la canción como "atractiva". En 2022, Ernesto Lechner de Rolling Stone clasificó la pista como la duodécima mejor canción de Alejandro.
El tema fue nominado a La Coreo Más Hot en los Premios Juventud 2021.
En España, "Enchule" debutó en el número 43 el 27 de septiembre de 2020. Posteriormente alcanzó el puesto número 10 en la lista de éxitos del 1 de noviembre de 2020, convirtiéndose en el quinto éxito entre los 10 primeros de Alejandro en el país. Posteriormente, la pista fue certificada platino por los Productores de Música de España (PROMUSICAE), por ventas equivalentes a pistas de más de 40 000 unidades en el país. En América Latina, la canción experimentó un éxito moderado en las listas. Alcanzó el puesto número 4 en República Dominicana, el número 21 en Paraguay, el número 47 en Perú, y el número 66 en Argentina. La canción también fue certificada como doble platino por la Asociación Mexicana de Productores de Fonogramas y Videogramas (AMPROFON), por ventas equivalentes a pistas de más de 120 000 unidades en México.

## Vídeo musical
Un video musical adjunto fue lanzado simultáneamente con la canción. El visual fue dirigido por el director venezolano Gustavo "Gus" Camacho, quien también había dirigido los videos de los sencillos anteriores de Alejandro " Fantasía ", " Fantasía (Remix) ", " Elegí ", " Tattoo (Remix) ", y " Elegí (Remix) ". Representa a Alejandro viajando por diferentes partes del mundo en busca del amor. Se le muestra bailando en las calles de Tokio, frente a la Torre Eiffel., y arriba en las nubes. Lucas Villa de Remezcla le dio al video "pesado de baile" una crítica positiva, calificándolo de "lindo", mientras que etiquetó a Alejandro como "un verdadero asesino de coreografías". El personal de Happy FM describió el video como "increíble", mientras que el personal de MTV News lo llamó "mágico". El visual fue nominado a Mejor Coreografía de Video Latino en los Premios Oficiales Italianos de Música Latina 2020.

### Espectáculos en vivo
"Enchule" se incluyó en las listas de canciones de the Rauw Alejandro World Tour y Vice Versa Tour.

## Créditos y personal
Créditos adaptados de Tidal.
- Rauw Alejandro  - intérprete asociado, compositor, letrista
- Mr. Naisgai - productor
- Eydren con el Ritmo  – productor

## Posiciónes
| Lista (2020-2021)                     | Mejor p Posición |
| ------------------------------------- | ---------------- |
| Argentina (Argentina Hot 100)         | 66               |
| República Dominicana (Monitor Latino) | 4                |
| Global Excl. US (Billboard)           | 163              |
| Paraguay Urbano (Monitor Latino)      | 17               |
| Peru Streaming (UNIMPRO)              | 47               |
| España (Top 100 Canciones)            | 10               |

| Lista (2020)   | Mejor posición |
| -------------- | -------------- |
| Paraguay (SGP) | 21             |